# Port Lions
Port Lions és una població dels Estats Units a l'estat d'Alaska. Segons el cens del 2007 tenia 233 habitants.

## Demografia
Segons el cens del 2000, Port Lions tenia 256 habitants, 89 habitatges, i 76 famílies La densitat de població era de 15,6 habitants/km².
Dels 89 habitatges en un 44,9% hi vivien nens de menys de 18 anys, en un 74,2% hi vivien parelles casades, en un 7,9% dones solteres, i en un 14,6% no eren unitats familiars. En el 13,5% dels habitatges hi vivien persones soles el 4,5% de les quals corresponia a persones de 65 anys o més que vivien soles. El nombre mitjà de persones vivint en cada habitatge era de 2,88 i el nombre mitjà de persones que vivien en cada família era de 3,11.
Per edats la població es repartia de la següent manera: un 33,2% tenia menys de 18 anys, un 3,9% entre 18 i 24, un 29,7% entre 25 i 44, un 26,2% de 45 a 60 i un 7% 65 anys o més.
L'edat mediana era de 36 anys. Per cada 100 dones de 18 o més anys hi havia 106 homes.
La renda mediana per habitatge era de 39.107 $ i la renda mediana per família de 42.656 $. Els homes tenien una renda mediana de 41.250 $ mentre que les dones 30.625 $. La renda per capita de la població era de 17.492 $. Aproximadament el 12,7% de les famílies i el 12,1% de la població estaven per davall del llindar de pobresa.

## Poblacions més properes
El següent diagrama mostra les poblacions més properes.